# 小出悦子
小出 悦子（こいで えつこ、8月6日生）は、日本の女性声優。東京都出身。ケンユウオフィス所属。一時期小出 えつ子名義で活動していた。小出 えつことの表記も

## 人物
2006年まで大平プロダクション（一時期モアナ・ファクトリーにマネージメントを委託）に所属していた。大平透声優ゼミナール東京校出身。

## 出演作品

### テレビアニメ
2001年
- よばれてとびでて!アクビちゃん（中年女性）

2008年
- みなみけ〜おかわり〜（温泉の女将）

2009年
- 銀魂（おばちゃん）
- 鉄腕バーディー DECODE:02（管理人の高山）

### 劇場アニメ
2011年
- 手塚治虫のブッダ -赤い砂漠よ!美しく-

### 吹き替え

#### 洋画・海外ドラマ
- 愛を読むひと（カーラ・ベルク）
- アリスは悩める転校生（シーラ）
- L.A.大捜査線 マーシャル・ロー（ジェーン）
- 案山子男（ロンダ・ドワーヴィック、ウェイトレス）
- キャッスル 〜ミステリー作家は事件がお好き（ケンドール夫人 ）
- ザ・カリスマ　ドッグトレーナー　犬の気持ち、わかります（シャーリーン、ティナ）
- スターゲイト SG-1（トーミン、母、女、村の女、学芸員、メイド、トクラ）
- ストレンジャーズ/戦慄の訪問者（オペレータ）
- スポットライト（ハ・ギョンミン）
- 正義のゆくえ I.C.E.特別捜査官（フリーマン）
- テラートレイン（患者女）
- 特殊能力捜査官 ペインキラー・ジェーン（リリアン、ソフィア）
- Dr.HOUSE（ハニー）
- ニキータ（ローザ、女友達、女の声、母親）
- 犯罪心理鑑定人（ペグ）
- ブラッダ（ネル・バートル、病院のアナウンス）
- ライフ with デレク（ペトルッチ）
- ベン10 時との戦い（サンドラ・テニスン）
- マイファミリー・ウェディング（女性オーナー）
- MAD MEN（アビゲイル）
- 私がクマにキレた理由（ジュディ）

#### 海外アニメ
- ジャスティス・リーグ（マーサ・ケント）※小出えつことクレジット
- スーパーマン（マーサ・ケント）
- トロールズ☆（ジルコニア）
- ベン10:エイリアンフォース（サンドラ・テニスン（2代目））

### ドラマCD
- ティアドロップ（山岡）
- トリコン!!!（太一の母）
- 冬のソナタ（ユジンの母）

### 実写
- おはよう!ナイスデイ再現ドラマ

### ラジオ
- ヒム&バイブル（パーソナリティー）

### その他
- 緊急救命獣医（ボイスオーバー）
- 私の1冊 日本の100冊 柴田理恵 人間交差点（村上優子）